# Іпатій (Потій)
Іпа́тій По́тій (у миру Адам Львович Потій гербу Вага (відмінний), пол. Hipacy (Adam) Pociej, інколи пол. Pociey) (12 серпня 1541, Рожанка, Берестейський повіт — 18 липня 1613, Володимир) — державний та релігійний діяч Речі Посполитої, клірик православної (до 1596) та греко-католицької церков (з 1596). Стоїть біля витоків української греко-католицької церкви, 2-ий Митрополит Київський, Галицький і всієї Русі (26 вересня 1599 — 18 липня 1613).
Представник шляхетського роду Потіїв гербу Вага з Берестейщини. Випускник Краківської академії. Берестейський земський суддя (з 1580), берестейський каштелян і сенатор Речі Посполитої (1588–1593). 1593 року прийняв чернечий постриг. Перший єпископ Володимирський і Берестейський (1593–1613). Один з організаторів Берестейської унії (1596). Богослов, письменник-полеміст, прихильник об'єднання православної і католицької церков, захисник унії. Автор «Антиризиса».

## Життєпис

### Шлях до чернецтва
Народився у Рожанці на Берестейщині в заможній шляхетній родині, отримав ім'я Адам. Батько Лев Потієвич Тишкович — підскарбій литовський, придворний і писар Великого князя Литовського Сигізмунда Старого в Кракові, куди переїхав з Рожанки у 1546 р., мати — Ганна Лоза (Лозка, Лозчанка / Лощанка), також походила зі шляхетного роду гербу Кораб (по смерті першого чоловіка Лева стала дружиною каштеляна смоленського Домініка Паца (помер 1579 року). Юнацькі роки провів при королівському дворі. Мав молодших братів Федора (латинізоване: Теодора) та Лева (лат. Леона).
Початкову освіту здобув у кальвіністській школі віленського воєводи й великого литовського канцлера, князя Миколи Христофора Радзивілла «Чорного» (лит. Mikalojus Radvila Juodasis). Коли Адаму було 9 років, помер батько; мати одружилася знову. З того часу Адамом заопікувався король Сигізмунд II Август, який послав його на навчання до Краківської академії.
Після закінчення академії повернувся на двір князя Миколи Христофора Радзивілла «Чорного», де зазнав впливу кальвінізму (за деякими даними перейшов у кальвінізм). 4 жовтня 1561 року оженився. Тесть познайомив Потія з князем Костянтином Острозьким. 1566 року обирається берестейським писарем, а 1569 року — делегатом (послом) від берестейського воєводство для участі в Люблінському сеймі, де було укладено унію Польщі і Литви. Служить секретарем (до 1572 року) польського короля Сигізмунда II Августа. Брав участь у Лівонській війні, зокрема у військовій кампанії Стефана Баторія 1578—1579 років. Очолював посольство для перемовин, що передували зустрічі делегацій ворогуючих країн, які згодом почали перемовини в Ямі-Запольському.
1574 повертається до Православної церкви (один з небагатьох представників руської верхівки). До 1580 — земський суддя у Бересті, 1586 року — член каптурового суду, 1588 року — берестейський каштелян та сенатор Речі Посполитої.
Овдовів (1592). 13 січня 1593 року помирає володимирський єпископ Хребтович. Костянтин Василь Острозький занепокоєний долею православної кафедри. Тому переконав Потія обрати церковну діяльність. Перед тим, як стати єпископом, згідно зі східною традицією, прийняв постриг (чернець-василіянин). 1588 під час перебування патріарха Єремії на Руських землях намагався організувати богословські дискусії за участю представників східного та західного напрямів християнства.

### Церковне служіння
Завдяки князеві Острозькому в 1593 став Володимиро-Берестейським єпископом. Один з організаторів Берестейської унії 1596 року. У 1595 році собор єпископів у Бересті вислав його та луцького єпископа Кирила Терлецького як своїх уповноважених до Риму, де папа Климент VIII проголосив об'єднання (унію) католицької й православної церков, одночасно підтвердивши збереження традиційної православної літургії, обрядів і звичаїв української церкви. Після повернення з Риму — учасник церковного собору у Бересті, який підтвердив унію. 1597 року заснував школу в Бересті. До 1598 року домігся переходу значної частини волинської шляхти на унію. В 1599 обраний архімандритом Києво-Печерської лаври. По смерті митрополита Михайла Рогози — Київський митрополит (1599–1613).
1605 року домігся підпорядкування собі монастиря Св.Трійці у Вільно, що був перед тим православним. 1606 року протидіяв Костянтину Острозькому, що намагався на вальному сеймі денонсувати рішення Берестейського унійного собору. 21 серпня 1609 р. у Вільні, в день свята Божого Тіла, в присутності короля Сигізмунда III Вази, один з православних («заїжджий гайдук») — міщанин Іван Тупек — хотів зарубати Потія шаблею; життя врятували військові навички та золотий ланцюг на шиї (щоправда, 3 пальці лівої руки були відрубані). Нападника пізніше тортурували, потім чвертували, обезголовили. 1609 року заснував школу при Успенській церкві у м.Володимир.
Помер 18 липня 1613 в Володимирі, де й був похований в Успенському соборі.

### Громадська й літературна діяльність
Засновник села Потіївка на Поліссі, що отримало назву на його честь. Близько 1589 року (будучи каштеляном), організував у Бересті братство, схоже до львівського, з руською школою при ньому. Будучи Володимирським та Берестейським єпископом, а потім митрополитом, опікувався розвитком руських шкіл. Був близьким приятелем князя Василя-Костянтина Острозького, належав до прихильників створеного за його ініціативою гуртка літераторів і публіцистів.
Активно намагався утверджувати правове становище унійної церкви у Речі Посполитій, працював над залученням до греко-католицької церкви духовенства і шляхти, приєднав до унії Перемиську єпархію (1611).
Потій — визначний письменник-полеміст. Автор публіцистичних творів, спрямованих на захист унії, зокрема «Унія, або виклад… артикулів до об'єднання» (1596), «Антиризис» (1599, польською мовою, 1600), «Оборона собору Флорентійського» (1603), листів до князя Костянтина Острозького та канцлера Великого князівства Литовського Лева Сапіги та інших.
Король Сиґізмунд III Ваза, на його прохання, видав привілей, за яким прихильники унії не підлягали світському суду Речі Посполитої.

### Сім'я

Герб Вага ІІ роду Потіїв

Шляхетський рід Потіїв гербу Вага ІІ.
- Батько Лев Потійович Тишкович (†1550) — син Патея (Іпатія) Тишкевича, дворянин королеви Бони, земський писар.
- Мати Ганна Лоза (Лозчанка) гербу Кораб — після смерті першого одружена з каштеляном смоленським Домініком Пацом (бл. 1525 — 1579).
- Дружина — княжна Анна Головня-Острожецька (†1592) — з православного княжого роду Головнів-Острожецьких.

- сини

Ян (Іван) Потій — писар земський берестейський (1616), підсудок берестейський (1629)
Христофор Потій
+ Галшка Гулевичівна — українська громадська та політична діячка, фундаторка Київської братської школи
Петро Потій — суддя земський берестейський, мав 12 синів.
+ Зофія Казановська
Іван Михайло (Адам) Потій (†1666) — унійний єпископ Володимирський і Берестейський (1655—1666)
- доньки

Анна Потій
Олександра Потій — одружена з Фридериком Подгороденським.
Катерина Потій — одружена з Рафалом Лещинським.

### Праці
- Твори Потія на Ізборнику (сучасною українською мовою) [Архівовано 13 серпня 2011 у Wayback Machine.] // Тисяча років української суспільно-політичної думки. У 9-ти т. — К., 2001. — Т. 2, Т. 3.
- Богословські твори Потія (старопольською оригінальною мовою) [Архівовано 22 лютого 2014 у Wayback Machine.]

### Пам'ять
На честь Іпатія Потія було названо село Потіївка Житомирської області.